# Georgië op de Olympische Winterspelen 2014
Georgië was een van de landen die deelnam aan de Olympische Winterspelen 2014 in Sotsji, Rusland.
Van de vier deelnemers die Georgië op deze editie van de Winterspelen vertegenwoordigden namen Iason Abramashvili en Elene Gedevanisjvili voor de derde keer deel en Nino Tsiklauri voor de tweede keer.

## Deelnemers en resultaten
(m) = mannen, (v) = vrouwen 

### Alpineskiën
| Olympiër           | Onderdeel        | Resultaat | Prestatie                                                          |
| ------------------ | ---------------- | --------- | ------------------------------------------------------------------ |
| Iason Abramashvili | reuzenslalom (m) | DNF-1     | 1e run: niet gefinisht                                             |
| Iason Abramashvili | slalom (m)       | 22e       | Totaal: 1.53,37 (+11,53) run 1: 1.52,59 (43e) run 2: 1.00,78 (23e) |
| Alex Beniaidze     | reuzenslalom (m) | DNF-1     | 1e run: niet gefinisht                                             |
| Alex Beniaidze     | slalom (m)       | DNF-1     | 1e run: niet gefinisht                                             |
|                    |                  |           |                                                                    |
| Nino Tsiklauri     | reuzenslalom (v) | 49e       | Totaal: 2.55,34 run 1: 1.27,27 (54e) run 2: 1.28,07 (50e)          |
| Nino Tsiklauri     | slalom (v)       |           | run 1: DNF                                                         |

### Kunstrijden
| Olympiër             | Onderdeel | Resultaat | Prestatie                                   |
| -------------------- | --------- | --------- | ------------------------------------------- |
| Elene Gedevanisjvili | Vrouwen   | 19e       | 147.15 (korte kür: 54.70, vrije kür: 92.45) |